# Il'ja Savel'ev
Il'ja Evgen'evič Savel'ev (in russo Илья Евгеньевич Савельев?; Mosca, 7 luglio 1971) è un ex pallavolista sovietico, dal 1991 russo.
Giocava nel ruolo di schiacciatore.